# 골전도

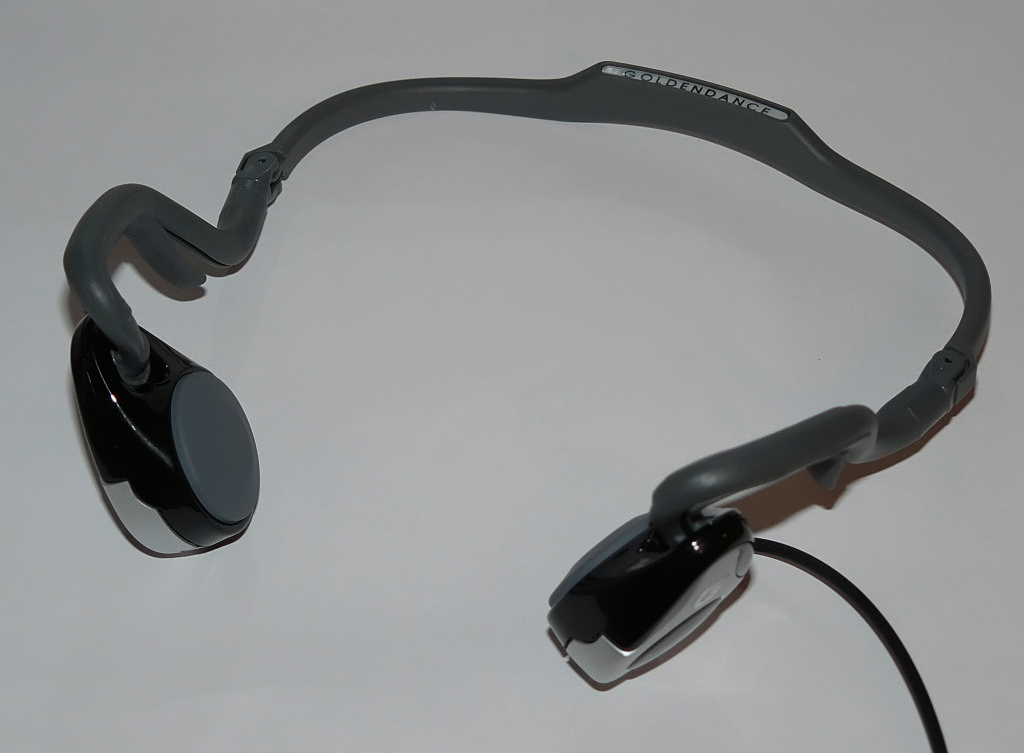
소비자용 스테레오 골전도 헤드셋. 2개의 트랜스듀서(transducer→변환기)가 귀 앞에 살며시 안착된다.

골전도(骨傳導, bone conduction) 또는 뼈 전도는 두개골의 뼈들을 통하여 소리가 속귀(내이)로 전도되는 것을 말한다. 골전도를 통한 소리 전달은 일반인이나 청각장애인 모두에게 사용될 수 있다.

## 개요
골전도는 어째서 사람의 목소리가 녹음 후 재생해서 들어볼 때 다르게 들리는지의 이유에서 출발한다. 두개골이 공기보다 더 낮은 주파수를 더 잘 전도하기 때문에 사람들은 자신의 목소리가 다른 사람들이 느끼는 것보다 더 낮고 더 꽉다고 느끼는 것이며 사람의 목소리를 녹음하면 그 사람이 예측한 바보다 주파수가 더 높게 들린다.

## 보청기
일부 보청기들은 골전도를 사용하여 귀를 통해 직접 듣는 것과 동일한 효과를 낸다. 헤드셋은 인체공학적으로 관자놀이와 뺨에 위치하며 전기 신호를 기계적 떨림으로 변환하는 전기기계적 트랜스듀서들은 두개골을 통해 소리를 내이로 보낸다. 이처럼 마이크로폰을 사용하여 골전도를 통해 발설음을 녹음할 수 있다. 1923년에 골전도 보청기에 대한 최초의 설명이 휴고 건스백의 오소폰(Osophone)에 기술되었으며, 휴고 건스백은 나중에 자신의 포노손(Phonosone)으로 이를 정교하게 만들어냈다.

## 제품
골전도 제품들은 일반적으로 3가지 그룹으로 분류된다:
- 핸즈프리 헤드셋이나 헤드폰과 같은 일상적인 제품
- 뼈 고정 보청기와 청취 보조 기기
- 특수 통신 제품(예: 물 속이나 소음이 많은 환경)

### 21세기의 사용
구글 글래스 장치는 사용자에게 정보를 전달하기 위해 사용자의 귀 옆에 놓이는 트랜스듀서를 통한 골전도 기술을 이용한다. 골전도를 사용한다는 것은 글래스 사용자가 수신하는 소리 내용은 바깥에 있는 사람들에게 거의 들리지 않음을 의미한다.

## 같이 보기
- 이어폰